# 浑河隧道
浑河隧道连接沈阳市浑南区浑河北岸的上木厂地区与对岸的杨官地区，是沈阳第一座过河隧道，1999年允许民用，仅于8时至20时对行人开放，2002年关闭。

## 特点
浑河隧道建于文革期间，因此在它的南北两口有“深挖洞 广积粮 不称霸”与“备战备荒为人民”两个标语。

## 历史
1970年，由于受文化大革命极左路线的破坏和干扰，铁路运输状况非常不好，大庆油田生产的原油无法及时外运，造成几百口油井无法正常生产，被迫实行“以运定产”的方针，严重地限制和影响了大庆油田的生产能力。与此同时，在大连压港等候装油的中外油轮却日益增多，在抚顺有3个大型的炼油厂因缺油炼制而陷入停工状态。全国各地的厂矿单位，因为缺少燃料油造成机器不能正常运转。为了解决全国各地动力燃料匮乏的问题，时任国家总理周恩来多次召集国务院和中央军委的有关领导开会研究，最后决定：集中人力和物力，力争用最快的时间修建一条从大庆通往抚顺的大口径输油管道，以缓解铁路运输的紧张问题，浑河隧道就是这一工程的一部分。

## 作用
这条隧道是八三工程的重要环节之一，也便利了临近单位东药六厂的交通。

## 维修
该隧道下方埋有两排输油管道，且这两排输油管道损毁较严重，因此，中国石油天然气集团公司沈阳分公司于2010年5月12日对隧道进行了一次维修。